# Dasychira clathrata
Dasychira clathrata är en fjärilsart som beskrevs av Holland 1893. Dasychira clathrata ingår i släktet Dasychira och familjen tofsspinnare. Inga underarter finns listade i Catalogue of Life.